# Битолски народоосвободителен партизански отряд „Гоце Делчев“
Битолско-преспанския народоосвободителен партизански отряд „Гоце Делчев“ е комунистическа партизанска единица във Вардарска Македония и Егейска Македония, участвала в така наречената Народоосвободителна войска на Македония.

## Дейност
Отрядът е създаден в костурското село Прекопана във Вич планина на 22 май 1943 година от част от бойците на Битолския народоосвободителен партизански отряд „Яне Сандански“ и част от тези на Битолско-преспанския партизански отряд „Даме Груев“. Заедно с Леринския народоосвободителен партизански отряд „Вичо“ се сражават с контрачети в района между 23 май - 1 юни 1943 година, а след това на 11 юни се прехвърля в Преспанско, където между селата Герман-Брайчино извършват нападение над италиански караул. На 23 юни води сражение с българска полиция край Лавци и с италиански части между 2 и 8 август в Райца, на Баба планина и на Сливнишка планина. След капитулацията на Кралство Италия край село Отешево разоръжава 60 италиански войници, а край Любойно заедно с отряда „Даме Груев“ разоръжава други 200 войници. По нареждане на Главния щаб на НОВ и ПОМ отряд „Гоце Делчев“ се разделя на две през септември 1943 година. Единият дял остава да действа в Преспанско и по-късно се влива в Народоосвободителния батальон „Стив Наумов“. Вторият дял се прехвърля на Кожух планина и Каймакчалан и извършва диверсантски акции на железопътната линия Лерин-Воден-Солун и политическа дейност във воденските, леринските, мъгленските и тиквешките села. По-късно се присъединява към Народоосвободителния батальон „Страшо Пинджур“.

## Дейци
- Тодор Ангелевски – командир за известен период от време
- Никола Канински – командир
- Пандил Николовски, заместник-командир
- Петре Новачевски, политически комисар
- Блаже Търпеновски, заместник-политически комисар[2]
- Трайче Груйоски – политически комисар на чета
- Васко Карангелевски – командир на чета
- Йован Лалев
- Мордо Нахмияс
- Ристе Спасевски
- Сотир Бръбевски
- Естрея Овадия
- Жамила Колономос